# 道國
道国，周代諸侯国。道國位於今河南汝南縣南部一帶。处在强大的楚国的阴影下。在齐桓公霸业鼎盛的时期，道国与江国、黄国、柏国等小国与齐国和睦。齊桓公死後，齊國內亂勢弱，楚國乘機北擴。楚國一度將道國遷到荊地，楚平王時又遷回原地復國。道国最终被楚国灭亡，具体时间有待考证。